# Hachón
Se llama hachón a una especie de cirio grande o antorcha compuesta de cera virgen con una mecha en su interior. Está colocada a lo largo de un palo cilíndrico largo y resinoso. 
En la guerra, se utilizaban los hachones para incendiar puentes, almacenes, aldeas, etc. 